# Silje Nergaard
Silje Nergaard (Steinkjer, 19 giugno 1966) è una cantante e musicista norvegese.
Silje Nergaard visse i primi anni della sua vita ad Hamar.
All'età di 16 anni si esibì al Jazz Festival Archiviato il 28 ottobre 2020 in Internet Archive., che si tiene annualmente nella città di Molde in Norvegia, con una band formata da musicisti che avevano suonato con Jaco Pastorius. I critici norvegesi espressero apprezzamento per il suo talento.
Alla ricerca di un contratto ad Oslo, finì invece a Londra dove propose a Pat Metheny una prima versione del pezzo Tell Me Where You're Going. Per questo riuscì ad avere un contratto con la casa discografica EMI. A Rio de Janeiro nel 1990 viene registrata la versione "acustica" - o versione 'Rio" di Tell Me Where You're Going assieme a Pat Metheny che ottiene un successo internazionale.
Negli anni seguenti abitò a Londra e la sua musica entrò in classifica in Gran Bretagna e in Giappone.
Il suo secondo album, dal titolo Silje conteneva il duetto "Where You Are" con Morten Harket, cantante e leader del gruppo degli A-ha.
La sua carriera di cantante pop in Gran Bretagna cominciò a declinare e dopo tre album cantati in inglese, Silje tornò in Norvegia. Una volta a casa pubblicò due album nella sua lingua nativa con l'etichetta Kirkelig Kulturverksted.
Nel 2000 tornò alle origini jazzistiche con l'album Port Of Call, che ebbe grande successo anche da parte della critica. Con Nightwatch entrò nella storia perché nessun altro musicista jazz in precedenza si era collocato in vetta alle classifiche norvegesi nella prima settimana di vendita. In Port of Call e Nightwatch Silje fu accompagnata dal trio di Tord Gustavsen.
Nel 2004 fu nominata Musicista Norvegese dell'Anno.
Sottoscrisse un contratto con la Universal Music e negli ultimi anni cominciò ad essere conosciuta anche all'estero.
Nel febbraio 2007 pubblicò il suo nuovo album Darkness Out of Blue.
Nella primavera del 2012, Nergaard rilascia il suo album Unclouded, registrato con i 2 chitarristi Hallgrim Bratberg e Håvar Bendiksen. Contiene 9 nuove canzoni scritte da Nergaard e 2 covers: "Human" di The Killersand "The Moon's a Harsh Mistress."
Silje vive ad Oslo con il cantante norvegese Heine Totland e due figli.

## Discografia
- Tell Me Where You're Going (Lifetime Records/Sonet, 1990)
- Silje (Lifetime Records]/Sonet, 1991)
- Cow On The Highway (Lifetime Records/Sonet, 1993)
- Brevet (Kirkelig Kulturverksted[collegamento interrotto], 1995)
- Hjemmefra (Kirkelig Kulturverksted, 1996)
- Port of Call (Universal, 2000)
- At First Light (Universal, 2001)
- Nightwatch (Universal, 2003)
- Be Still My Heart (Universal, 2005)
- Darkness Out of Blue (Emarcy, 2007)
- Based On A Thousand True Stories (Sony / Bmg, 2009)
- If I Could Wrap Up A Kiss (Christmas songs, Sony, 2010)
- Unclouded (Colombia/Sony Music, 2012)